# Bordón de peregrino

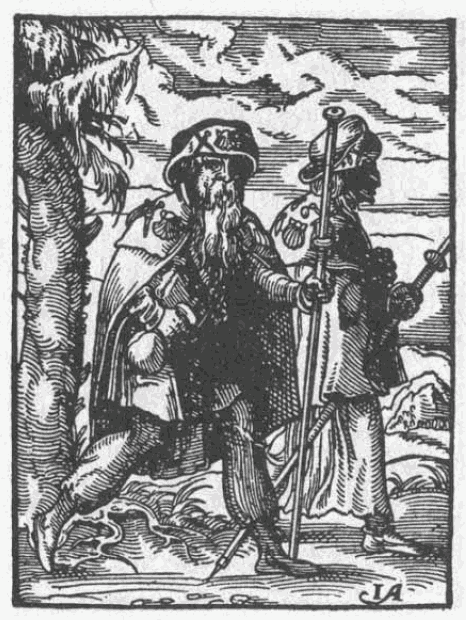
Peregrino de Santiago de Compostela con su alforja, su bastón de dos cabezas y su concha de vieira pegada al sombrero, grabado de 1568.

Un bordón de peregrino (del latín vulgar burdo, «mulo», que ha tomado el significado de «apoyo», «bastón», por una metonimia de vincular al animal de carga con su función de soporte) es un cayado o bastón largo, reforzado en su base y coronado por una calabaza o un ornamento en forma de pomo, que los peregrinos utilizaban como apoyo y como arma blanca contra los indeseables. A veces, por su semejanza, se le menciona como báculo.

## Historia
Se registra su uso desde la Edad Media, con las noticias acerca de las primeras peregrinaciones jacobeas siendo un objeto recogido en representaciones artísticas de iglesias nacidas, o reformadas, a la vera de las diferentes rutas peregrinas.

## Iconografía
La iconografía muestra que el bordón es más pequeño que el peregrino antes de 1400, luego crece con el paso de los siglos. Puede tener un gancho colocado entre los dos pomos que permite colgar varios objetos, en particular una bolsa o una calabaza que contiene su bebida. En el interior del eje del bordón, es tradicional que el peregrino a Santiago de Compostela ponga un poco de tierra recogida en su puerta, frente a la iglesia cruzada, en Santiago y luego, a su regreso, en casa.

## Heráldica
En heráldica, el «bordón» es una figura representada en numerosos escudos. El bastón representado a menudo con dos manzanas que forman el mango y la empuñadura, y provisto en la punta de un hierro puntiagudo. Su forma se encuentra en el cruz bordonada cuyas ramas terminan en su extremo en bolas similares a la empuñadura del bordón. En la heráldica gallega se representa generalmente asociado con la calabaza utilizada «en la época medieval para transportar agua».

## Galería

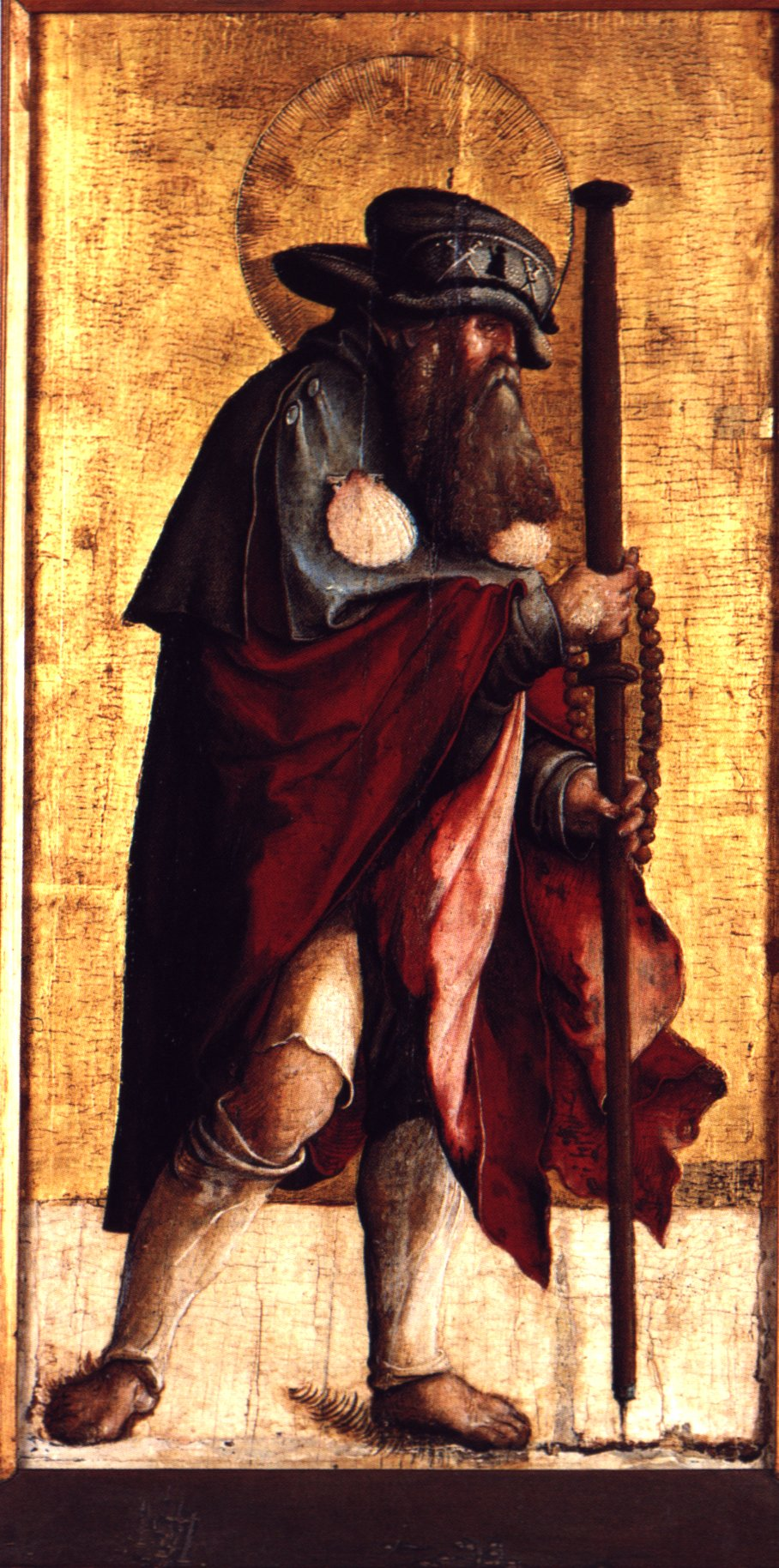
Peregrino con su bordón.
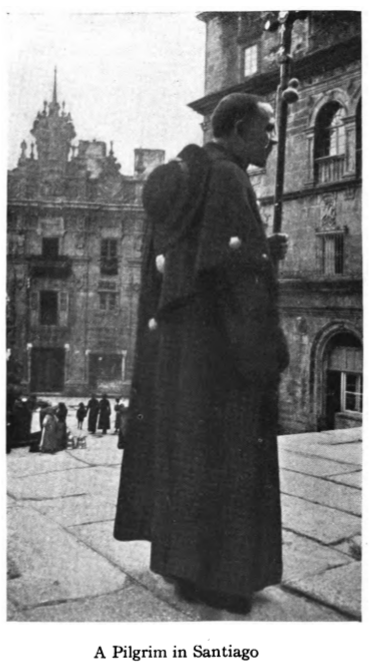
Un peregrino en Santiago. Imagen de Georgiana Goddard King, de principios del siglo XX.
Escudo de armas de John Hawkins.
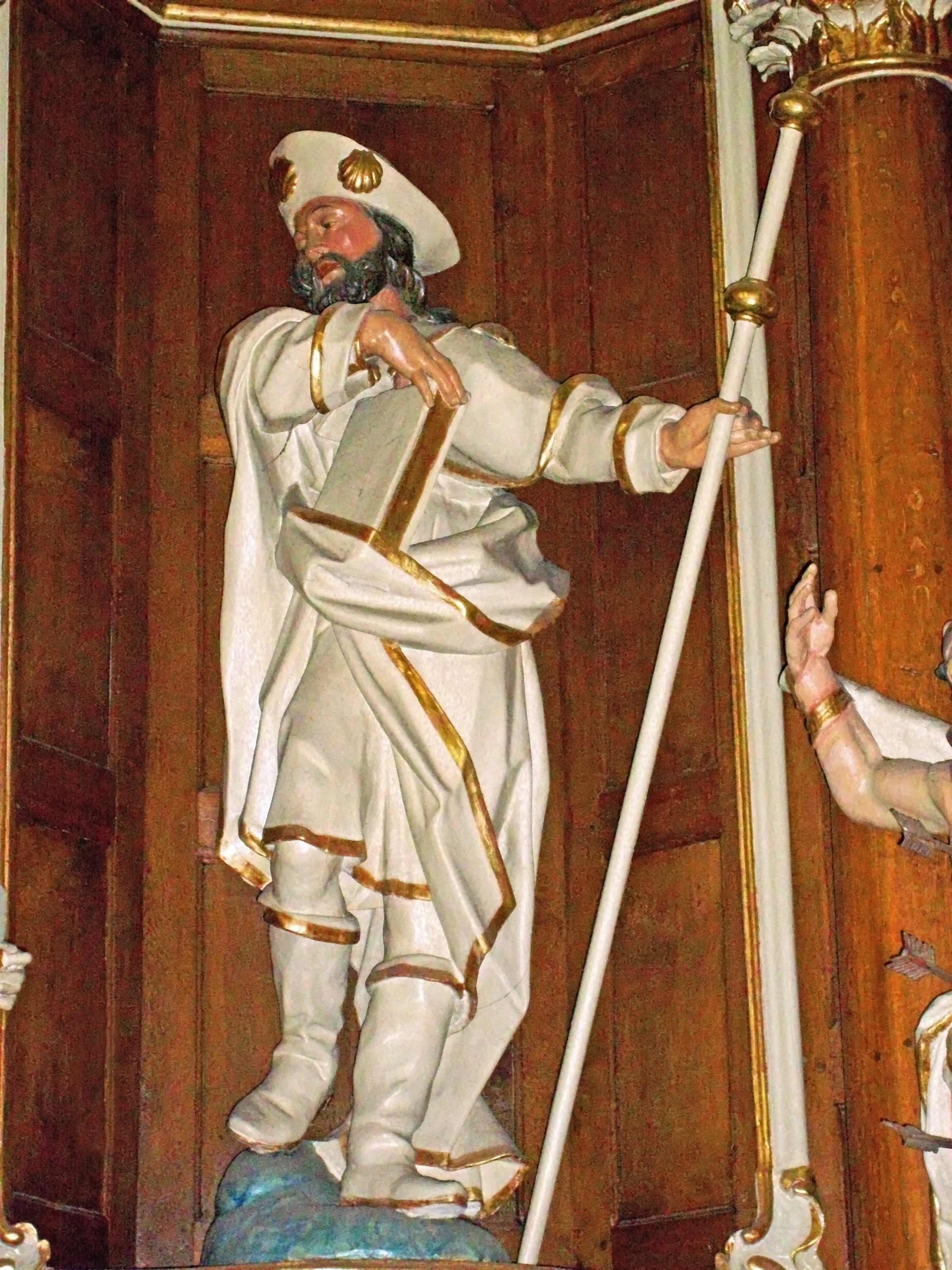
Santiago el Mayor, patrón de los peregrinos, a veces tiene como atributo un bordón
Escudo de armas de Bever.
Escudo de armas de Marsanne con su cruz patriarcal bordonada.
Escudo municipal de Bráfim
Escudo municipal de San Jaime de Llierca
Escudo municipal de Queralbs